# Castelguglielmo
Castelguglielmo es un municipio italiano situado en la provincia de Rovigo, en Véneto. Tiene una población estimada, a fines de noviembre de 2023, de 1533 habitantes.

## Evolución demográfica
| Gráfica de evolución demográfica de Castelguglielmo entre 1861 y 2023 |
|                                                                       |
| Fuente: ISTAT - Elaboración gráfica de Wikipedia                      |